# Juan Valero de Tornos
Juan Valero de Tornos (Madrid, 13 de febrero de 1842-Madrid, 21 de abril de 1905) fue un abogado, publicista, periodista y político español.

## Biografía
Nacido en Madrid el 13 de febrero de 1842, a los veinte años fundó la revista El Año 61 y escribió en La Minerva, El Ateneo de la Juventud y La Mosquita; poco después colaboraría en El Faro Nacional y El Museo Universal y fundaba La Asociación Científica. En 1864 redactaba El Independiente y de 1867 a 1868 la Gaceta de los Tribunales, La Ley y El Noticiero de España.
En 1865 se casó en Gijón con Sofía Martín Sedze, hija de Melitón Martín y Arranz Obtuvo escaño de diputado a Cortes en las elecciones de marzo de 1867 por el distrito electoral de Orense, en los últimos estertores del reinado de Isabel II.
Emigrado a París después del triunfo de la Revolución de 1868, fundó en dicha ciudad y dirigió durante tres años El Telégrafo Autógrafo y vuelto a España dirigió El Porvenir y El Diario del Pueblo, así como el periódico satírico La Suavidad. También escribió para El Museo de las Familias.
De 1874 a 1886 dirigió la revista La Raza Latina. Valero de Tornos señalaba en las páginas de la publicación que esta trataba de «aunar y defender los intereses de los pueblos latinos y católicos para oponerse a la invasión de los protestantes y germanos».
En 1888 realizó La Guía Ilustrada de la Exposición Universal de Barcelona en castellano y francés.
A finales del siglo XIX y comienzos del XX, fundó y dirigió la revista Gente Vieja. También fue colaborador de publicaciones como El Imparcial, El Liberal, La Época, El Día, La Ilustración Española y Americana, Madrid Cómico, La Ilustración Ibérica, La Ilustración Artística, La Publicidad, La Vanguardia, Pluma y Lápiz, Hojas Selectas y ABC (1903). Con la firma «Garci-Fernández» contribuyó en diversos periódicos de provincias; también uso el pseudónimo «Un Portero del Observatorio». Falleció en su ciudad natal el 21 de abril de 1905.
Fue autor de obras como Fiambres, Pláticas políticas, España en fin de siglo (1894) o Crónicas retrospectivas (recuerdos de la segunda mitad del siglo XIX) por Un Portero del Observatorio (1901), entre otras.
Tuvo nueve hijos casi todos abogados y periodistas como lo fue él : Juan, Luis, Sofía casada con el escritor  Gabriel Merino  , Napoleón, María Paz quien empezó a colaborar desde muy joven y con seudónimo en Gente Vieja , Teodora casada con Ricardo Catarineu, Álvaro,  Alberto Valero Martín  y Gonzalo. Algunos mencionados en el catálogo de periodistas españoles del s.XIX de Manuel Ossorio y Bernard.